# Bromus thysanoglottis
Bromus thysanoglottis är en gräsart som beskrevs av Thomas Robert Soderstrom och John Homer Beaman. Bromus thysanoglottis ingår i släktet lostor, och familjen gräs. Inga underarter finns listade i Catalogue of Life.